# Pedagogiczna Biblioteka Wojewódzka w Bielsku-Białej
Początki Pedagogicznej Biblioteki Wojewódzkiej w Bielsku-Białej sięgają 1931 roku. Jej organem prowadzącym jest Województwo śląskie, a nadzór pedagogiczny nad biblioteką sprawuje Śląski Kurator Oświaty. Biblioteka i jej filie w Cieszynie, Milówce, Skoczowie i Żywcu obejmują zasięgiem swego działania obszar województwa śląskiego, a w szczególności powiaty: bielski, cieszyński i żywiecki.
Jak zapisano w statucie biblioteki „służy ona w szczególności potrzebom kształcących się i doskonalących nauczycieli, studentów przygotowujących się do zawodu nauczyciela oraz słuchaczy zakładów kształcenia nauczycieli. W miarę możliwości służy również wszystkim osobom zainteresowanym sprawami kształcenia i wychowania. PBW w Bielsku-Białej i jej filie prowadzą działalność biblioteczną i informacyjną niezbędną w procesie kształcenia, dokształcania i doskonalenia kadry pedagogicznej, umożliwiają prowadzenie prac naukowo-badawczych, stwarzają warunki dla rozwoju życia umysłowego i kulturalnego nauczycieli.”

## Historia

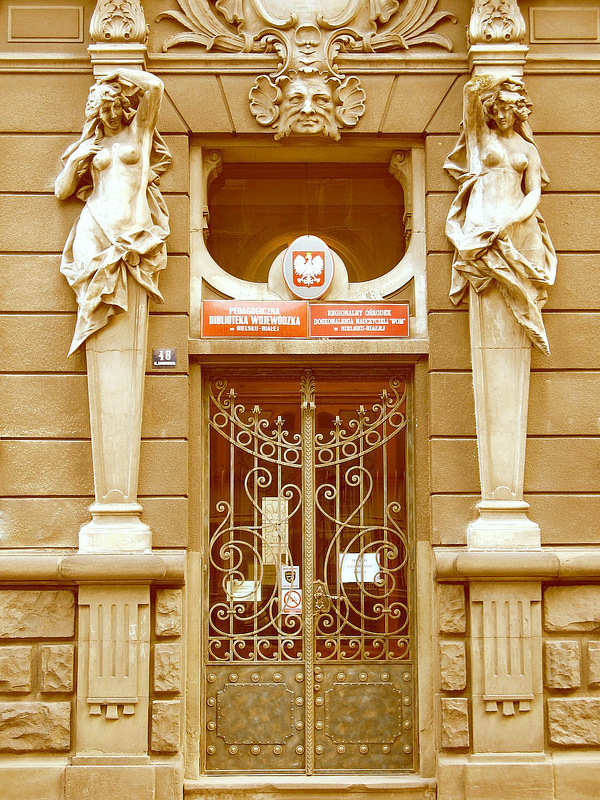
Wejście do PBW w Bielsku-Białej

W 1931 roku dzięki inicjatywie Inspektoratu Szkolnego zorganizowano niewielki księgozbiór pedagogiczny, który dał początek Bibliotece Pedagogicznej mieszczącej się w tamtym czasie przy ul. Sienkiewicza 8. Do roku 1939 udało się zgromadzić księgozbiór liczący ponad 1000 woluminów. Po wojnie odtworzono zdziesiątkowane zbiory łącząc księgozbiory bibliotek: Zarządu Oddziału Powiatowego Związku Nauczycielstwa Polskiego w Bielsku, Oddziału Związku Nauczycielstwa Polskiego w Białej oraz Inspektoratu Oświaty w Bielsku. Biblioteka nie posiadała stałej siedziby i często zmieniała lokalizację. Po 1950 r. mieściła się w budynku przy ul. Lenina, następnie w kamienicy Związku Nauczycielstwa Polskiego przy ul. Szkolnej 31, a w 1957 r. została przeniesiona do lokalu przy ul. Kosmonautów 19. Ponieważ księgozbiór stale przyrastał (w 1971 r. liczył 9231 tomów), potrzebne były nowe pomieszczenia. W 1971 r. biblioteka zajęła pomieszczenia przejęte po Szkole Podstawowej nr 7 przy ul. Sienkiewicza 8.
W 1975 r. Pedagogiczna Biblioteka Powiatowa w Bielsku została przekształcona w jednostkę wojewódzką pod nazwą Pedagogiczna Biblioteka Wojewódzka w Bielsku-Białej. Podlegało jej pięć filii, dawnych pedagogicznych bibliotek powiatowych, w Cieszynie, Oświęcimiu, Suchej Beskidzkiej, Wadowicach i Żywcu. W 1999 r. po kolejnej reformie administracyjnej kraju PBW została jednostką Samorządu Województwa Śląskiego z filiami w Cieszynie, Milówce, Skoczowie i Żywcu.
W 1980 r. pozyskano i wyremontowano pomieszczenia na parterze zabytkowego gmachu przy ul. Komorowickiej 48 (łącznie 400 m²). W 1978 r. utworzono Wydział Zbiorów Specjalnych (od 1993 r. Wydział Zbiorów Audiowizualnych), a w 1979 r. Wydział Instrukcyjno-Metodyczny. W 1982 r. powołano Wydział Informacyjno-Bibliograficzny. Sukcesywnie przeprowadzano remonty by uzyskać pomieszczenia do magazynowania przyrastającego księgozbioru (w 1984 r. obejmował on już 34220 pozycji). Jednocześnie stale powiększała się liczba czytelników korzystających z usług biblioteki.
Od 1996 r. rozpoczął się proces komputeryzacji biblioteki. Zakupiono program MAK, a następnie w 2002 r. Kompleksowy System Zarządzania Biblioteką Prolib wraz z systemem Promax służącym do opracowywania zbiorów czytelni. Katalogi biblioteki zostały udostępnione użytkownikom przez internet w 2006 roku. W tym samym czasie udało się uruchomić system elektronicznej obsługi czytelników w wypożyczalni. Opracowywanie retrospektywne zbiorów PBW w Bielsku-Białej zakończono w 2010 r. Filie biblioteki od 2007 r. współtworzą bazę zbiorów czytelni („Baza artykułów”). Proces komputeryzacji całej placówki, łącznie z jej filiami, ostatecznie ukończono w 2013 r. Od 2014 r. biblioteka pracuje w systemie Prolib MARC21. W 2015 r. biblioteka pozyskała pomieszczenia na I piętrze budynku, gdzie dotychczas mieścił się RODN „WOM”. Wyremontowano je i przeznaczono na Czytelnię, Wydział Gromadzenia i Opracowania Zbiorów, Wydział Administracyjno-Gospodarczy. W 2015 r. biblioteka przejęła księgozbiór Kolegium Nauczycielskiego, Kolegium Pracowników Służb Społecznych i Nauczycielskiego Kolegium Języków Obcych. Od 2019 r. biblioteka wykorzystuje multiwyszukiwarkę Prolib Integro.

## Struktura

### Wydział Gromadzenia i Opracowania Zbiorów
Wydział ma za zadanie pozyskiwanie książek i czasopism oraz opracowanie wydawnictw zwartych. W Wydziale tworzony jest katalog wydawnictw zwartych i ciągłych w systemie Prolib. Prowadzi się również dokumentację związaną z gromadzeniem zbiorów, a także księgi inwentarzowe w formie tradycyjnej i komputerowej. Pracownicy Wydziału prowadzą rejestr ubytków i odpowiednią dokumentację związaną z ubytkowaniem księgozbioru. Do zadań Wydziału należy także administrowanie systemem komputerowym. Przy Wydziale funkcjonuje biblioteka składowa, która przyjmuje książki od czytelników i bibliotek przekazywane następnie innym bibliotekom.

### Wypożyczalnia

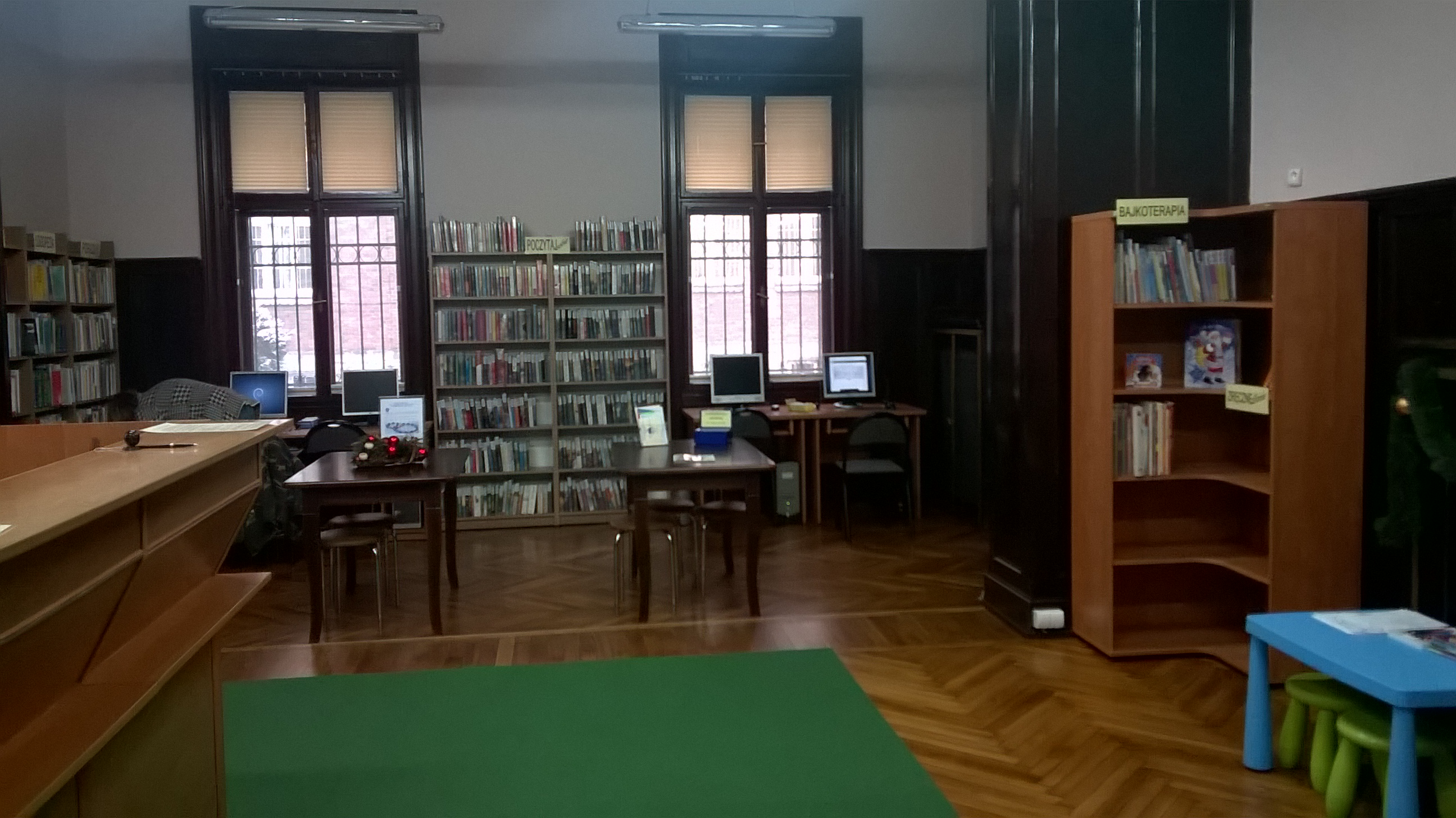
Wypożyczalnia w PBW w Bielsku-Białej

Z usług Wypożyczalni mogą korzystać nauczyciele i studenci oraz inne osoby zainteresowane sprawami oświaty lub samokształcenia. Od maja 2006 roku Wypożyczalnia jest w pełni skomputeryzowana. Dzięki elektronicznemu systemowi obsługi czytelnicy mają możliwość samodzielnej obsługi własnych kont (przeglądanie katalogu biblioteki, prolongata, zamawianie książek dostępnych, rezerwacja wypożyczonych). W Wypożyczalni można skorzystać z wypożyczania międzybibliotecznego w przypadku, gdy poszukiwanej książki nie ma w księgozbiorze PBW i w innych bibliotekach na terenie Bielska-Białej. W oparciu o źródła elektroniczne i tradycyjne pracownicy Wydziału udzielają informacji bibliotecznych i bibliograficznych.

### Wydział Zbiorów Audiowizualnych
W Wydziale gromadzi się, opracowuje i udostępnia zbiory audiowizualne (płyty CD i DVD, taśmy video i magnetofonowe, płyty analogowe) i multimedia (edukacyjne programy komputerowe). Prowadzona jest również odpowiednia dokumentacja zakupów nowości oraz księgi inwentarzowe zbiorów. Uruchomiono elektroniczną ewidencję wypożyczeń, która umożliwia przeglądanie katalogu zbiorów audio, zamawianie dokumentów, przedłużanie terminu zwrotu oraz rezerwowanie dokumentów. Pracownicy Wydziału mają za zadanie uzupełnianie komputerowej bazy danych „Katalog”, która zawiera opisy bibliograficzne zbiorów audio i rejestruje zawartość materiałów audiowizualnych.

### Wydział Informacyjno-Bibliograficzny i Czytelnia

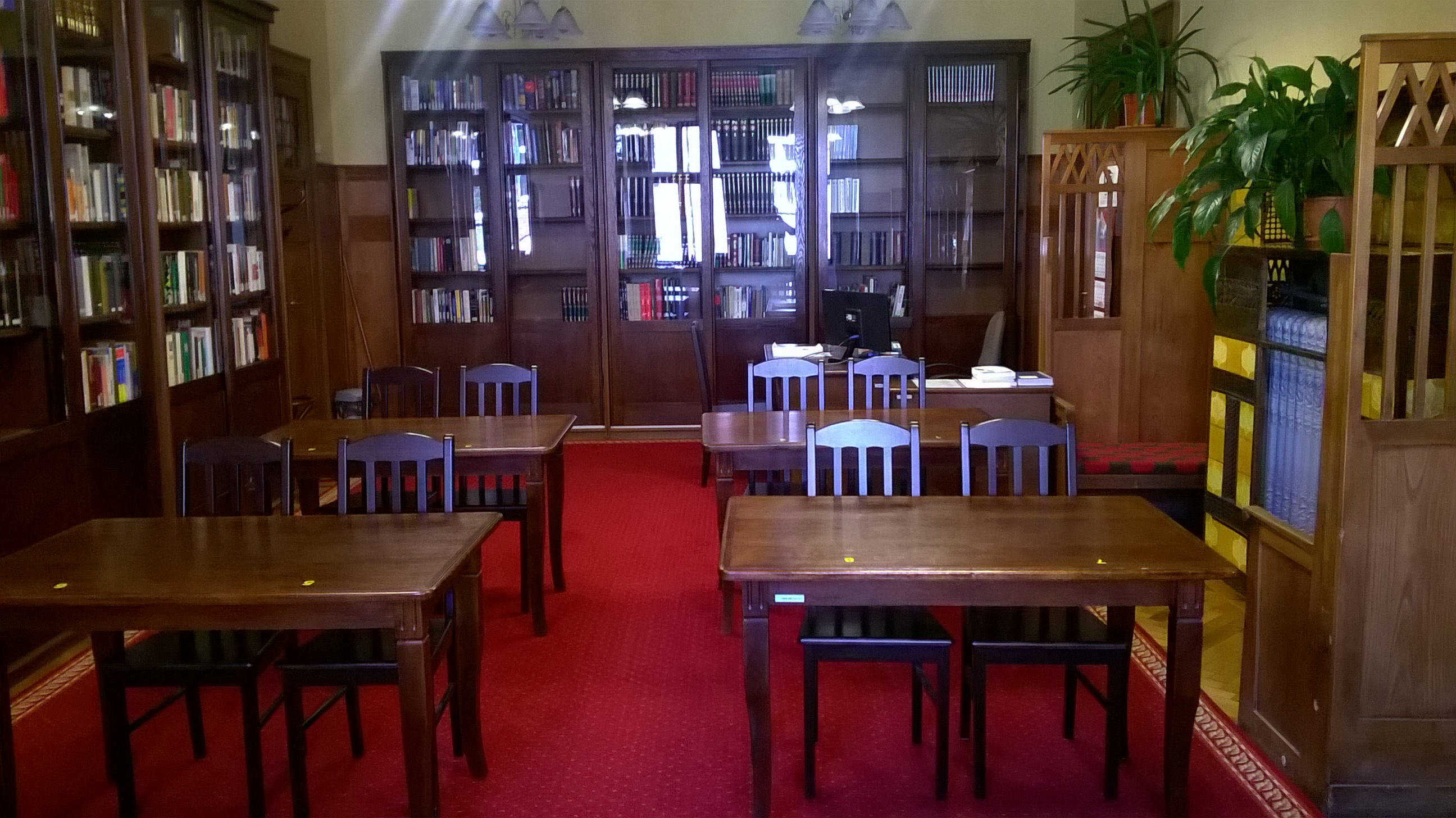
Czytelnia w PBW w Bielsku-Białej

Wydział zajmuje się prowadzeniem działalności informacyjnej w oparciu o źródła drukowane i elektroniczne oraz udostępnianiem zbiorów Czytelni. Czytelnik uzyska tutaj pomoc w poszukiwaniu potrzebnych materiałów, a także informacje bibliograficzne i biblioteczne. W Wydziale tworzona jest komputerowa baza danych – „Baza artykułów”, która gromadzi opisy bibliograficzne wybranych artykułów z czasopism i rozdziałów z książek znajdujących się w zbiorach Czytelni.
Ponadto pracownicy Wydziału prowadzą lekcje biblioteczne dla uczniów i studentów oraz spotkania informacyjne dla nauczycieli z zakresu korzystania z księgozbioru biblioteki i dostępnych źródeł informacji. Do zadań Wydziału należy także opracowywanie zestawień bibliograficznych na aktualne tematy związane z pedagogiką.

## Zbiory
Pedagogiczna Biblioteka w Bielsku-Białej jest biblioteką specjalistyczną. Gromadzi zbiory pod kątem potrzeb nauczycieli, pracowników oświaty oraz osób studiujących na kierunkach nauczycielskich. Trzon zbiorów stanowią książki. W skład księgozbioru wchodzą prace z zakresu:
- pedagogiki
- psychologii
- socjologii
- publikacje z różnych dyscyplin wiedzy objętych programami nauczania
- dzieła z zakresu bibliotekoznawstwa i informacji naukowej
- podręczniki szkolne w wyborze
- publikacje dotyczące regionu bielskiego
- wydawnictwa informacyjne
- literatury pięknej (klasyka polska i obca w wyborze, literatura dla dzieci)
- wydawnictwa w językach obcych

Oprócz wydawnictw książkowych w zbiorach biblioteki znajduje się około 6 tys. roczników czasopism. Prenumerujemy ok. 100 tytułów czasopism, głównie pedagogicznych i psychologicznych. Biblioteka gromadzi również materiały audiowizualne. Są to pomoce do nauczania poszczególnych przedmiotów, zajęć pozalekcyjnych oraz języków obcych. W skład zbiorów wchodzą również „książki mówione” dla osób niewidomych. 

## Warsztat informacyjny

### Katalog Integro
Katalog Integro obejmuje książki i zbiory audiowizualne dostępne w Pedagogicznej Bibliotece Wojewódzkiej w Bielsku-Białej i jest tworzony przez pracowników Wydziału Gromadzenia i Opracowania Zbiorów. Pracownicy filii biblioteki systematycznie uzupełniają zasoby katalogu o informacje o zbiorach starszych. Czytelnik może przeszukiwać katalog Integro anonimowo lub zalogować się na swoje konto. Dostępne jest wyszukiwanie według opisu bibliograficznego i egzemplarza oraz przeszukiwanie zasobów e-booków i bazy "Wolne Lektury". Wyniki wyszukiwania można zawężać z wykorzystaniem dostępnych opcji. Można również przeglądać wykaz dokumentów nowo wprowadzonych do bazy.

### Baza Artykułów
Baza bibliograficzna jest tworzona przez pracowników Wydziału Informacyjno-Bibliograficznego i Czytelni Pedagogicznej Biblioteki Wojewódzkiej w Bielsku-Białej oraz filii w Cieszynie, Milówce, Skoczowie i Żywcu. Jest źródłem informacji z zakresu pedagogiki i innych nauk humanistycznych. Baza zawiera opisy bibliograficzne artykułów z czasopism oraz książek dostępnych w czytelni. Główne indeksy wyszukiwawcze to indeksy „Według opisu”, „Według słów kluczowych”, „Według haseł przedmiotowych”, „Według osoby” i „Według tytułu”. Dostępne jest wyszukiwanie nowości w zadanym okresie i zaawansowana strategia wyszukiwawcza.

## Filie

### Cieszyn
Początki biblioteki sięgają roku 1896, kiedy to rozpoczęto gromadzenie księgozbioru przy Zarządzie Głównym Polskiego Towarzystwa Pedagogicznego. W czasie drugiej wojny światowej księgozbiór przedwojenny (liczący 1008 tomów) został prawie całkowicie zniszczony. Odbudowę księgozbioru przejął Inspektorat Oświaty oraz Zarząd Oddziału Związku Nauczycielstwa Polskiego. W 1951 r. biblioteka otrzymała nazwę Pedagogiczna Biblioteka Powiatowa w Cieszynie i nową siedzibę, zajmowaną do dziś, przy ulicy Stalmacha 14. W 1975 r. PBP przeszła pod zarząd nowo powstałej PBW w Bielsku-Białej. W 2010 r. w bibliotece wprowadzono komputerowe udostępnianie zbiorów.

### Milówka
Filię w Milówce utworzono w styczniu 1983 roku. Jednostka ta mieści się w budynku przy ulicy Dworcowej 3. Pierwsze pozycje nowego księgozbioru (początkowo 3332 książki i 750 woluminów czasopism) tworzyły zakupy i dary przekazane z pozostałych bibliotek pedagogicznych byłego województwa bielskiego. W Bibliotece funkcjonuje wypożyczanie komputerowe.

### Skoczów
Filia w Skoczowie powstała w 1983 r. Jej księgozbiór utworzono na podstawie zakupów i darów przekazanych z PBW w Bielsku-Białej oraz jej pozostałych filii. Pomieszczenia biblioteki znajdują się w prywatnym budynku przy ul. Podkępie 1. Informacje bibliograficzne o całym księgozbiorze biblioteki są wprowadzone do bazy Integro, a od 2007 r. funkcjonuje w niej wypożyczanie komputerowe.

### Żywiec
Biblioteka w Żywcu powstała w 1951 roku. Pierwsze pozycje nowego księgozbioru pochodziły z przydziału otrzymanego z Ministerstwa Oświaty. W 1958 r. Biblioteka zajęła siedzibę przy ulicy Jagiellońskiej 15, w której mieści się do dziś. Pod koniec 1975 r. Pedagogiczna Biblioteka Powiatowa w Żywcu została przekształcona w filię PBW w Bielsku-Białej. Od 2010 r. proces wypożyczania zbiorów jest w pełni skomputeryzowany.